# Telets av Bulgarien
Telets av Bulgarien, död 765, var en bulgarisk monark. Han var regerande khan av Bulgarien mellan 762 och 765.